# Manuel Estrada i Girbau
Manuel Estrada i Girbau (Sant Feliu de Guíxols, 14 de maig de 1906 - Castelldefels, 19 d'octubre de 1996) fou un futbolista català de la dècada de 1920.

## Trajectòria
Passà la major part de la seva carrera esportiva a l'Ateneu Deportiu Guíxols, durant la dècada dels anys 1920, amb aquesta denominació, i més tard amb el nom de CEIDA. El 1924 arribà a jugar un partit amistós amb el Barça. L'any 1927 fitxà pel RCD Espanyol, club on jugà un parell de temporades, sense esdevenir mai titular indiscutible. Formà part de l'equip que fou campió de Catalunya i Espanya la temporada 1928-29.

## Palmarès
- Campionat de Catalunya de futbol:
  - 1928-29
- Copa espanyola:
  - 1928-29